# Raccogliano
Raccogliano (in sloveno Orehovlje; in friulano Racoian) è una frazione del comune sloveno di Merna-Castagnevizza. È sede di una delle 8 comunità locali in cui si suddivide il comune.

## Geografia
La località sorge sulla sponda destra del Vipacco che qui riceve in destra orografica il torrente Vertoibizza, alle pendici nord-occidentali dell'altopiano del Carso.

## Storia
Comune catastale autonomo a inizio Ottocento, Raccogliano (Orehovlje) era parte della Contea di Gorizia e Gradisca e nel 1849 venne inquadrato del Litorale austriaco. Successivamente venne aggregato dapprima al comune di Savogna (Sovodnje) e dagli ultimi anni del XIX secolo a quello di Biglia (Bilje).
Dopo la sesta battaglia dell'Isonzo la località, rimasta in mano agli austro-ungarici, si ritrovò improvvisamente sulla prima linea, con le trincee italiane posizionate sulle rive opposte del Vipacco e sulle alture sovrastanti. Sottoposta a ripetuti bombardamenti, Raccogliano fu pressoché distrutta. Dopo la battaglia di Caporetto il fronte si allontanò definitivamente dal paese.
Nel 1918 il paese venne raggiunto dalle truppe italiane e nel 1920 passò definitivamente al Regno d'Italia col Trattato di Rapallo. Il paese rimase inizialmente inquadrato nel comune di Biglia, incluso dal 1923 nella provincia del Friuli. Nel 1927 Raccogliano e il suo capoluogo passarono alla provincia di Gorizia, ma l'anno successivo il comune di Biglia venne soppresso, e il suo intero territorio venne aggregato al comune di Ranziano.

## Monumenti e luoghi d'interesse
- Chiesa di Sant'Agostino